# Урумілку I
Урумілку (Урумілкі) I (д/н — після 701 до н. е.) — цар міста-держави Бібл близько 728—701 роках до н. е.

## Життєпис
Походив з династії Ахірама. Син або інший родич Шипітбаала II. Посів трон близько 728 року до н. е. або трохи пізніше. Зберігав вірність Ассирії, долучившись до війни останнього проти тірського царя Лулі. Спільно з арвадським царем Абділіті відправив флот для блокади Тіра, але у морській битві близько 725 року до н. е. він зазнав поразки.
У 704 році до н. е. з огляду на загальні повстання проти ассирійського царя Сін-аххе-еріби доєднався до антиассирійської коаліції, куди увійшли держави Палестини, Сирії та Фінікії. Перестав сплачувати ассирійцям данину.
Втім у 701 році до н. е. антиассирійська коаліція зазнала поразки. За цих обставин разом з арвадським царем Абділіті особисто прибув до табору Сін-аххе-еріби, де знову визнав його владу, сплатив заборговану данину за 4 роки. Натомість залишивс яна троні.
Подальшне панування Урумілку I невідоме, ймовірно невдовзі втратив владу, що відповідало ассирійській політиці. Його наступником став Мілкіасаф.